# Herbaspirillum aquaticum
Herbaspirillum aquaticum es una bacteria gramnegativa del género Herbaspirillum. Fue descrita en el año 2010. Su etimología hace referencia a acuático. Es aerobia y móvil por 1-4 flagelos polares. Tiene un tamaño de 0,5 μm de ancho por 2 μm de largo. Forma colonias circulares, convexas, lisas y entre traslúcidas y opacas en agar TSA tras 2 días de incubación. Temperatura de crecimiento entre 10-35 °C, óptima de 25-30 °C. Catalasa y oxidasa positivas. Se ha aislado de agua desionizada. También se ha aislado de la planta de té Camellia sinensis, y podría tener un efecto de promotor del crecimiento.